# Linköpings Fotboll Club
Il Linköpings Fotboll Club è una squadra di calcio femminile svedese con sede a Linköping. La società è affiliata alla Östergötlands Fotbollförbund, un'associazione calcistica che gestisce il calcio nella contea di Östergötland. Il club, fondato nel 2003, milita nella Damallsvenskan, la massima serie del 
campionato svedese femminile di calcio.

## Storia
Il club venne fondato nel 2003 quando la sezione di calcio femminile della società polisportiva Bollklubben Kenty decise di staccarsi per fondersi con il Linköpings HC, squadra di hockey su ghiaccio che militava nella Elitserien (primo livello del campionato nazionale), con il nuovo nome di Linköpings FC.
Ha militato sempre in Damallsvenskan, conquistando il titolo nella stagione 2009. Nella stessa stagione vince anche la coppa di Svezia, battendo in finale per 2-0 l'Umeå. Oltre all'edizione 2009 il Linköpings FC ha conquistato la coppa di Svezia per altre quattro volte (2006, 2008, 2013-2014 e 2014-2015). Ha partecipato per tre volte alla UEFA Women's Champions League nelle stagioni 2009-2010, 2010-2011 e 2014-2015, raggiungendo i quarti di finale per due volte.
Al termine della stagione 2016, con 56 punti realizzati e nessuna sconfitta in campionato, conquista il suo secondo titolo di campione di Svezia grazie anche all'apporto nel reparto offensivo della danese Pernille Harder, che con 19 reti siglate si aggiudica la classifica marcatori del torneo, e della nazionale svedese Stina Blackstenius (18 reti).

## Palmarès

### Competizioni nazionali
- Campionato svedese: 3

2009, 2016, 2017
- Coppa di Svezia: 5

2006, 2008, 2009, 2013-2014, 2014-2015
- Supercoppa svedese: 2

2009, 2010

### Altri piazzamenti
- Campionato svedese:

Secondo posto: 2008
Terzo posto: 2010, 2012, 2013
- Supercoppa svedese:

Finalista: 2007, 2015, 2016

## Statistiche e record

### Partecipazione ai campionati
| Livello | Categoria      | Partecipazioni | Debutto | Ultima stagione | Totale |
| ------- | -------------- | -------------- | ------- | --------------- | ------ |
| 1º      | Damallsvenskan | 19             | 2004    | 2023            | 17     |

### Risultati nelle competizioni UEFA
| Stagione | Competizione     | Fase                     | Avversario       | Risultato | Risultato | Risultato |
| Stagione | Competizione     | Fase                     | Avversario       | andata    | ritorno   | aggregato |
| -------- | ---------------- | ------------------------ | ---------------- | --------- | --------- | --------- |
| 2009-10  | Champions League | girone di qualificazione | Roma Calfa       | 11-0      | 11-0      | 11-0      |
| 2009-10  | Champions League | girone di qualificazione | Glentoran United | 3-0       | 3-0       | 3-0       |
| 2009-10  | Champions League | girone di qualificazione | Clujana          | 6-0       | 6-0       | 6-0       |
| 2009-10  | Champions League | sedicesimi di finale     | Zurigo           | 2-0       | 3-0       | 5-0       |
| 2009-10  | Champions League | ottavi di finale         | Duisburg         | 1-1       | 0-2       | 1-3       |
| 2010-11  | Champions League | sedicesimi di finale     | Krka             | 7-0       | 5-0       | 12-0      |
| 2010-11  | Champions League | ottavi di finale         | Sparta Praga     | 2-0       | 1-0       | 3-0       |
| 2010-11  | Champions League | quarti di finale         | Arsenal          | 1-1       | 2-2       | 3-3(gfc)  |
| 2014-15  | Champions League | sedicesimi di finale     | Liverpool        | 1-2       | 3-0       | 4-2       |
| 2014-15  | Champions League | ottavi di finale         | Zvezda Perm'     | 5-0       | 0-3       | 5-3       |
| 2014-15  | Champions League | quarti di finale         | Brøndby          | 0-1       | 1-1       | 1-2       |
| 2017-18  | Champions League | sedicesimi di finale     | Apollōn Lemesou  | 1-0       | 3-0       | 4-0       |
| 2017-18  | Champions League | ottavi di finale         | Sparta Praga     | 1-1       | 3-0       | 4-1       |
| 2017-18  | Champions League | quarti di finale         | Manchester City  | 0-2       | 3-5       | 3-7       |

## Organico

### Rosa 2022
Rosa, ruoli e numeri di maglia estratti dal sito ufficiale, aggiornati al 11 aprile 2022.
| N. |                      | Ruolo | Calciatrice       |
| -- | -------------------- | ----- | ----------------- |
| 1  | Svezia (bandiera)    | P     | Cajsa Andersson   |
| 2  | Svezia (bandiera)    | C     | Emma Bülow        |
| 3  | Svezia (bandiera)    | D     | Johanna Alm       |
| 4  | Svezia (bandiera)    | D     | Emma Holm         |
| 5  | Svezia (bandiera)    | D     | Nilla Fischer     |
| 6  | Giappone (bandiera)  | D     | Saori Takarada    |
| 8  | Svezia (bandiera)    | C     | Johanna Svedberg  |
| 9  | Svezia (bandiera)    | A     | Therese Simonsson |
| 10 | Svezia (bandiera)    | D     | Emma Lennartsson  |
| 11 | Ucraina (bandiera)   | A     | Nadija Kunina     |
| 13 | Finlandia (bandiera) | P     | Anna Koivunen     |

| N. |                      | Ruolo | Calciatrice       |
| -- | -------------------- | ----- | ----------------- |
| 14 | Danimarca (bandiera) | C     | Amalie Vangsgaard |
| 16 | Norvegia (bandiera)  | C     | Heidi Ellingsen   |
| 17 | Svezia (bandiera)    | D     | Nellie Karlsson   |
| 19 | Svezia (bandiera)    | D     | Stina Lennartsson |
| 21 | Svezia (bandiera)    | A     | Alva Selerud      |
| 22 | Finlandia (bandiera) | C     | Olga Ahtinen      |
| 23 | Svezia (bandiera)    | A     | Cornelia Kapocs   |
| 26 | Svezia (bandiera)    | A     | Ella Björkman     |
| 29 | Giappone (bandiera)  | C     | Yūka Momiki       |
| 30 | Danimarca (bandiera) | C     | Sofie Bredgaard   |

### Rosa 2021
Rosa, ruoli e numeri di maglia estratti dal sito ufficiale, aggiornati al 15 aprile 2021.
| N. |                      | Ruolo | Calciatrice              |
| -- | -------------------- | ----- | ------------------------ |
| 1  | Svezia (bandiera)    | P     | Cajsa Andersson          |
| 3  | Svezia (bandiera)    | D     | Johanna Alm              |
| 5  | Svezia (bandiera)    | D     | Nilla Fischer            |
| 6  | Svezia (bandiera)    | D     | Elin Landström           |
| 8  | Svezia (bandiera)    | C     | Wilma Thörnkvist         |
| 9  | Svezia (bandiera)    | A     | Therese Simonsson        |
| 10 | Svezia (bandiera)    | D     | Emma Lennartsson         |
| 11 | Norvegia (bandiera)  | D     | Synne Skinnes Hansen     |
| 12 | Svezia (bandiera)    | C     | Petra Johansson          |
| 13 | Finlandia (bandiera) | P     | Anna Koivunen            |
| 15 | Norvegia (bandiera)  | C     | Frida Leonhardsen Maanum |

| N. |                      | Ruolo | Calciatrice             |
| -- | -------------------- | ----- | ----------------------- |
| 16 | Norvegia (bandiera)  | C     | Heidi Ellingsen         |
| 18 | Svezia (bandiera)    | A     | Ronja Karlsson Törnborg |
| 19 | Svezia (bandiera)    | D     | Ronja Aronsson          |
| 20 | Nigeria (bandiera)   | C     | Chinaza Uchendu         |
| 21 | Svezia (bandiera)    | A     | Alva Selerud            |
| 22 | Finlandia (bandiera) | C     | Olga Ahtinen            |
| 23 | Svezia (bandiera)    | A     | Cornelia Kapocs         |
| 26 | Svezia (bandiera)    | C     | My Cato                 |
| 27 | Nigeria (bandiera)   | A     | Uchenna Grace Kanu      |
| 30 | Danimarca (bandiera) | C     | Sofie Bredgaard         |

### Rosa 2020
| N. |                     | Ruolo | Calciatrice          |
| -- | ------------------- | ----- | -------------------- |
| 1  | Svezia (bandiera)   | P     | Cajsa Andersson      |
| 2  | Svezia (bandiera)   | P     | Matilda Haglund      |
| 3  | Svezia (bandiera)   | D     | Johanna Alm          |
| 4  | Svezia (bandiera)   | D     | Lisa Lantz           |
| 5  | Svezia (bandiera)   | D     | Nilla Fischer        |
| 6  | Svezia (bandiera)   | D     | Elin Landström       |
| 8  | Svezia (bandiera)   | D     | Wilma Thörnkvist     |
| 9  | Svezia (bandiera)   | A     | Lina Hurtig          |
| 10 | Svezia (bandiera)   | C     | Emma Lennartsson     |
| 11 | Norvegia (bandiera) | C     | Synne Skinnes Hansen |
| 12 | Svezia (bandiera)   | C     | Petra Johansson      |

| N. |                      | Ruolo | Calciatrice              |
| -- | -------------------- | ----- | ------------------------ |
| 14 | Svezia (bandiera)    | A     | Sophie Sundqvist         |
| 15 | Norvegia (bandiera)  | C     | Frida Leonhardsen Maanum |
| 17 | Nigeria (bandiera)   | A     | Ebere Orji               |
| 18 | Svezia (bandiera)    | A     | Ronja Karlsson Törnborg  |
| 19 | Svezia (bandiera)    | D     | Ronja Aronsson           |
| 20 | Nigeria (bandiera)   | A     | Chinaza Uchendu          |
| 21 | Svezia (bandiera)    | A     | Alva Selerud             |
| 22 | Finlandia (bandiera) | C     | Olga Ahtinen             |
| 27 | Nigeria (bandiera)   | A     | Uchenna Kanu             |
|    | Svezia (bandiera)    | D     | Frida Elofsson           |